# Семьянов, Алексей Васильевич
Алексей Васильевич Семьянов (род. 7 июля 1974 года) — российский учёный, специалист в области нейрофизиологии, доктор биологических наук, член-корреспондент РАН (2016).

## Биография
В 1996 году с отличием окончил ННГУ по специальности «биофизика».
В 1998 году защитил кандидатскую диссертацию «Клеточно-молекулярные механизмы развития эпилептиформной активности в поле CAl срезов гиппокампа», в 2002 году защитил докторскую диссертацию «Особенности ГАМКергической передачи и её модуляция гетерорецепторами в поле CAl гиппокампа».
28 октября 2016 года избран членом-корреспондентом РАН по Отделению физиологических наук.
Заместитель директора, заведующий отделом молекулярной нейробиологии, заведующий лабораторией внесинаптической передачи Институт биоорганической химии имени М. М. Шемякина и Ю. А. Овчинникова РАН.

## Научная деятельность
Специалист в области нейрофизиологии, автор 63 научных публикаций, 1 монографии и 6 авторских свидетельств.
Основные научные результаты:
- исследована роль кратковременных повышений внеклеточной концентрации калия в мозге как механизм эпилептогенеза;
- исследована роль внесинаптических рецепторов глутамата (метаботропных, каинатных и N-метил-D-аспартатных) в межклеточной передаче сигнала в головном мозге, синаптической и внесинаптической пластичности;
- исследована роль компонентов внеклеточного матрикса мозга в синаптической пластичности, обучении и памяти;
- исследована роль внесинаптических рецепторов γ-аминомасляной кислоты в регуляции возбудимости различных типов нейронов, формировании нормальных и патологических ритмов;
- исследована роль нейрон-глиальных взаимодействий в синаптической передаче и пластичности.

Читает курсы лекций по основам клеточной нейрофизиологии и методам клеточной нейрофизиологии.
Под его руководством защищены 4 кандидатские диссертации.
Главный редактор журнала «Opera Medica & Physiologica», член редколлегии журналов «Cell Calcium» и «Frontiersin Neural Circuits».